# سفرنامه حاج ایازخان قشقایی
سفرنامه حاج ایاز خان شاکری قشقایی سفرنامه‌ای است که حاج ایاز خان قشقایی، مشاور و صندوقدار صولت‌الدوله ایلخانی قشقایی، در سفر خود به مکه، مدینه و عتبات عالیات نگاشته‌است.

## اهمیت سفرنامه
سفرنامه حاج ایازخان، با توجه به تعداد بسیار اندک کتب و متون قدیمی و کمبود مدارک تاریخی مکتوب، اثر مهمی دربارهٔ تاریخ و فرهنگ ایل قشقایی است.
این کتاب، اولین تصحیح متن و قدیمی‌ترین کتاب مستند در تاریخ و فرهنگ ایل قشقایی، به‌شمار می‌آید.

## مسیر سفر
شروع سفر از شیراز به سمت بوشهر بوده‌است. این سفرنامه دارای دو بخش مجزا شامل سفر حج و سفر عتبات عالیات است.
- مسیر سفر حج، از بوشهر از طریق مسیر دریایی به جده و سپس از آنجا به شهرهای مکه و مدینه بوده‌است. مسیر بازگشت نیز از طریق دریای سرخ و اقیانوس هند به سمت بوشهر می‌باشد.
- سفر عتبات عالیات از بوشهر از مسیر خلیج فارس به رودخانه دجله و شهر بصره بوده و سپس شهرهای بغداد، کاظمین، نجف و کربلا را شامل می‌شود.

در طول این سفر، در شهرهای مهم منطقه از جمله بحرین، مسقط، عدن، مُکلا، موکا، کویت و جاهای دیگر نیز توقف داشته‌اند.

## مدت و وسیله سفر
این سفرنامه شامل وقایع سفرِ حج و عتبات عالیات از رمضان ۱۳۴۰ تا جمادی‌الاول ۱۳۴۱ قمری در در واپسین سال‌های سلطنت احمدشاه قاجار
، به مدت هشت ماه می‌باشد.
بخشی از این سفر در مسیربوشهر تا جده و مسیر بوشهر تا بصره، شامل سفر دریایی است که به‌وسیله جهاز و غُراب از انواع کشتی‌های کوچک، صورت گرفته‌است. مسیرهای داخل ایران به وسیله مال (اسب و قاطر)، مسیرهای داخل حجاز (عربستان) به وسیله شتر و شقدُف (نوعی کجاوه بدون سقف) و مسیرهای سفر عتبات عالیات در داخل کشور عراق به وسیله شمندوفر (قطار)، موتور (اتوموبیل) و واگن اسبی صورت گرفته‌است.

## وقایع مهم سفرنامه
- کسب اجازه شروع سفرِ حج از آیت‌الله سید عبدالحسین لاری و قرار سفر مشترک، و همسفر شدن با افرادی از بزرگان و اَحرار شیراز در دوران مشروطیت (از جمله میرزا عبدالحسین ذوالریاستین شیرازی)
- ملاقات با شریف حسین فرمانروای مکه و مدینه (مَلِکِ حجاز)
- شرح مراسم استقبال از احمدشاه قاجار در گمرک بوشهر، در کنار صولت‌الدوله ایلخانی قشقایی همراه با وزیرجنگ (رضاخان سردار سپه)، هنگام بازگشت احمدشاه از دومین سفر فرنگ.
-ملاقات با سران و بزرگان نام‌آشنای منطقه در دوران مشروطه و جنگ جهانی اول از جمله زائر خضر خان (امیراسلام)، شیخ حسین خان چاهکوتاهی (سالاراسلام) و دیگران در طول مسیر سفر.
- راه‌یافتن به داخل خانه کعبه و شرح تفصیلی اجزای داخلی آن.
- ثبت دقیق مشاهدات در زمینه‌های مختلف از جمله شرح صدور اجازه خروج از کشور در گمرکات در دوره استیلای بیگانگان، شرح دقیق اماکن متبرکه، شرح پوشش کعبه (پیراهن کعبه)، وضعیت شهرها، اجناس و قیمت آنها.

## بخش هایی از کتاب
«در صحن حضرت عباس از هفت طرف کفش‌داری دارد و از صحن بارگاه حضرت عباس ـ علیه السلام ـ عرض نمایم. اولا گنبد کاشی خیل بزرگ، و بعد گلدسته طلا دو دانه، خیل بزرگِ بلند، ایوان طلا خیلی بلند و ساعت نصب است به درِ قبله و کاشی کاریست. و اولِ درهای صحن، در قبله، و درِ دویّم درِ حسینی، درِ سیّم در صالحب الزمان، درِ چهارم درِ موسی بن جعفر، در پنجم در حضرت رسول، در ششم در حضرت امیرالمومنین.»